# Сейфулліна Інна Йосипівна
Інна Йосипівна Сейфулліна (21 жовтня 1937 р., Дніпродзержинськ) — хімік-неорганік. Доктор хімічних наук (1990); професор (1991); керівник наукової школи «Координаційна хімія p-, d-, f-металів з органічними нітроген-, оксиген-, сульфур- та фосфоровмісними молекулами». Почесна грамота Всесоюзного хімічного товариства ім. Д. І. Менделєєва, диплом Міносвіти.

## Біографія
Сейфулліна І. Й. народилася 21 жовтня 1937 р. у м. Дніпродзержинськ в родині фармацевтів. У 1960 р. отримала диплом про вищу освіту у Запорізькому фармацевтичному інституті.
У 1960—1967 рр. працювала хіміком у контрольно-аналітичній лабораторії лікарських засобів. З 1967 р. аспірантка кафедри неорганічної хімії Одеського державному університету (нині — Одеського національного університету ім. І. І. Мечникова), науковий керівник — О. М. Бєлоусова.
Захистила у 1970 р. кандидатську дисертацію на тему: «Комплекси тетрахлориду германію з деякими азотовміщуючими ароматичними та гетероциклічними сполуками» за спеціальністю «неорганічна хімія» в Одеському державному університеті. З 1974 р. Сейфулліна І. Й. — автор більше 40 науково-дослідних проектів та постійний керівник госпдоговірних та державних наукових тем. Докторську дисертацію на тему: «Розчинюючі та комплексоутворюючі функції органічних кислот у направленому синтезі координаційних сполук» захистила на засіданні спеціалізованної ради Фізико-хімічного інституту Академії наук України у 1990 р.
Сейфулліна І. Й.  працювала асистентом (1970—1972), старшим викладачем (1973—1974), доцентом кафедри неорганічної хімії та кафедри загальної хімії полімерів (1974—1991), професором (1991—1992), а з 1992 р. до теперішнього часу працює професором, завідувачкою кафедри загальної хімії та полімерів.

## Наукова діяльність
І. Й. Сейфулліна створила методичне забезпечення та розробила різнопланові курси лекцій з хімії: неорганічна хімія, хімія рідкісних елементів, фізико-хімічні методи дослідження неорганічних сполук, історія хімії, координаційна хімія, комплексоутворення в розчині і методи його дослідження, синтез, будова і властивості координаційних сполук, комплекси металів в медицині, вибрані глави біонеорганічної хімії. В числі перших на хімічному факультеті вона почала займатись хімією координаційних сполук і стала провідним спеціалістом у цій галузі.
І. Й. Сейфулліна є відомим на Україні та за її межами керівником наукової школи «Координаційна хімія p-, d-, f-металів з органічними нітроген-, оксисен-, сульфур- та фосфоровмісними молекулами», діяльність якої спрямована на розвиток науки і техніки в пріоритетному напрямку: «Нові речовини та матеріали». І. Й. Сейфулліною було розроблено концепцію управління процесами спрямованого синтезу великого ряду нових комплексних сполук, яким на відміну від звичайних притаманні унікальні властивості. Під керівництвом І. Й. Сейфулліної отримано понад 200 нових однорідно- і гетероядерних комплексних та супрамолекулярних сполук германію, кобальту, нікелю, міді. На їх основі розроблені нові функціональні матеріали, в тому числі біологічно активні речовини, які необхідні для виробництва: робочих тіл хемосенсорів, датчиків, газоаналізаторів, скла в оптоелектроніці, а також ефекторів ферментів. Створено новий клас лікарських препаратів з широким спектром фізіологічної дії: антигіпоксантів, мембрано протекторів, антиоксидантів тощо. І. Й. Сейфулліна опублікувала більше 350 наукових праць, в тому складі понад 250 статей у фахових журналах, загально визнаних світовою наукою, 12 патентів на винахід. Взяла участь у багатьох міжнародних та Українських конференціях за фахом (понад 80).
На теперішній час І. Й. Сейфулліна – член Наукової Ради НАН України з проблеми «Неорганічна хімія», член спеціалізованої Вченої ради з захисту кандидатських та докторських дисертацій в Фізико-хімічному інституті ім. О. В. Богатського НАН України, член вчених рад хімічного факультету та ОНУ, науковий редактор журналу «Вісник Одеського національного університету» серія «Хімія», голова науково-експертної комісії ОНУ ім. І. І. Мечникова за фаховим напрямком «Хімія», член ВАК України.
І. Й. Сейфулліна нагороджена багатьма Почесними грамотами (зокрема Всесоюзного хімічного товариства ім. Д. І. Менделєєва), дипломом Міносвіти, як науковий керівник переможця республіканського конкурсу студентських наукових робіт (1988), Почесними грамотами Управління освіти і науки Одеської обласної державної адміністрації у 1998 р. та 2001 р. за багаторічну наукову діяльність, особливі заслуги, значний внесок у справу розвитку вузівської науки.

## Праці
- О взаимодействии тетрахлорида германия с никотиновой кислотой / И. И. Сейфуллина, Е. М. Белоусова // Журн. не орган. химии. – 1970. – Т. 15, вып. 2. – С. 455-457.
- О взаимодействии гексафторгерманатов щелочных металлов с расстворами уксусной кислоты / И. И. Сейфуллина, А. А. Опаловский, Т. В. Петрова, И. Н. Назарова // Изв. высш. учеб. заведений. Химия и хим. технология. – 1977. – Т. 20, вып. 1. – С. 23-26.
- О комплексообразовании германия (IV) с оксиэтиленденфосфосфоновой кислотой в водных рас творах / И. И. Сейфуллина, Т. П. Баталова, А. Ю. Киреева // Коорд. химия. – 1983. – Т. 9, вып. 1. – С. 67-70.
- Исследование взаимодействия германия  (IV) с этилендиаминтетраметилфосфоновой кислотой в водных растворах / И. И. Сейфуллина, Т. П. Баталова, А. Ю, Киреева // Журн. общ. химии. – 1983. – Т. 53, вып. 9. – С. 1933-1937.
- О комплексообразовании Ge (IV) с некоторыми карбоксил- и фосфорсодержащими комплексонами / И. И. Сейфуллина, Т. П. Баталова, Н. М. Дятлова, А. Ю. Киреева // Коорд. химия. – 1988. – Т. 14, вып 6. – С. 767-771.
- О комплексообразовании никеля (ІІ), кобальта (ІІ) с 1-амино-8-нафтал-2,4-дисульфокислотой / И. И. Сейфуллина, Л. С. Скороход // Журн. общ. химии. – 1989. – Т. 59, вып. 9. – С. 1940-1944.
- Физико-химическое исследование этилендиаминтетраацетата германия (IV) / И. И. Сейфуллина, Т. П. Баталова, Е. В. Колчинский // Коорд. химия. – 1990. – Т. 16, вып. 6. – С. 773-770.
- Нафталинсульфокислоты как лиганды координационных соединений 3-d-металлов / И. И. Сейфуллина, Л. С. Скороход // Журн. неорг. химии. – 1993. – Т. 38, вып. 7. – С. 1191-1201.
- Каталитическое разложение пероксида водорода в присутствии тиосемикарбазидных комплексов меди (ІІ), никеля (ІІ) и кобальта (ІІ) / И. И. Сейфуллина, Т. В. Кокшарова // Журн. общ. химии. – 1997. – Т. 67, вып. 2. – С. 177-180.
- Особенности взаимодействия дитиокарбаматов кобальта (ІІ) с хлором и бромом / Н. В. Хитрич, И. И. Сейфуллина // Коорд. химия. – 2000. – Т. 26, № 10. – С. 18-23.
- Координационные соединения германия (IV) с нитрозамещенными бензоилгидразонами салицилового альдегида / И. И. Сейфуллина, Н. В. Шматкова, А. В. Мазепа // Коорд. химия. – 2002. – Т. 28, № 1. – С. 17-20.